# Sulfat de potassi

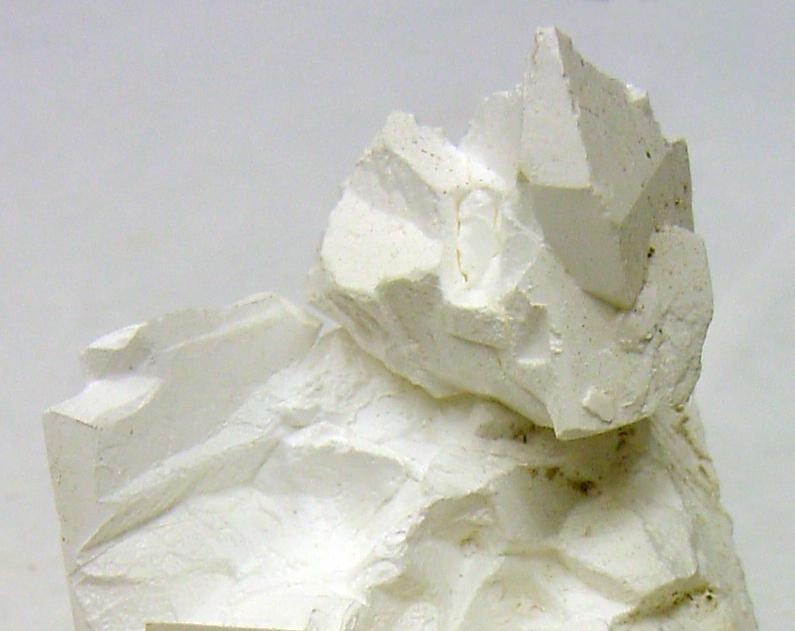
Arcainita

El sulfat de potassi (K₂SO₄) (antigament sulfat potàssic, arcanita o sulfat de potassa), és una sal química no inflamable en forma de cristalls soluble en l'aigua. Normalment es fa servir com fertilitzant agrícola proporcionant potassi i sofre.

## Història
El sulfat de potassi ja es coneixia des del segle xiv i va ser estudiat per part de Glauber, Boyle i Otto Tachenius. Al segle xvii se’n deia arcanuni o sal duplicatum, com si fos una combinació d'una sal àcida amb una sal alcalina. Christopher Glaser la preparà usà en medicina.